# Zahara
Zahara, születési neve: Bulelwa Mkutukana (East London, 1987. november 9. – Johannesburg, 2023. december 11.) dél-afrikai énekesnő.
Hatéves korában egy iskolai kórusban kezdett énekelni, erőteljes hangjának hála kilencévesen már vezető énekes volt. 2011-ben jelent meg a Loliwe című első albuma, ami 17 nap múlva már kétszeresen platinalemez lett, vagyis több mint 100 000 példányban kelt el. A címadó dal közel két és fél milliónyi megtekintést ért el a YouTube-on.
2012-ben Zahara nyerte el Dél-Afrikában a legjobb énekesnő és az év lemeze díjat. 
Zahara alkoholfüggő volt. Májbetegségben halt meg 36 éves korában, egy johannesburgi kórházban, 2023. december 11-én.

## Díjak
- Metro FM Music Awards

## Lemezek
- Loliwe (A vonat; 2011)
- The Beginning Live (2012)
- Nelson Mandela (2013)
- Phendula (2013)
- Country Girl (2015)

## Fordítás
Ez a szócikk részben vagy egészben  a   Zahara (South African musician) című angol Wikipédia-szócikk ezen változatának fordításán alapul.  Az eredeti cikk szerkesztőit annak laptörténete sorolja fel. Ez a jelzés csupán a megfogalmazás eredetét és a szerzői jogokat jelzi, nem szolgál a cikkben szereplő információk forrásmegjelöléseként.